# L'Ombre du géant
L'Ombre du géant (titre original : Shadow of the Giant) est un roman de science-fiction publié en 2005 par Orson Scott Card (États-Unis).
Ce roman est le quatrième tome de La Saga des ombres et fait suite à Les Marionnettes de l'ombre. 